# مسجد الحسينية (كنجه)
مسجد الحسينية أو مسجد تات (بالأذرية:Hüseyniyyə məscidi ، بالإنجليزية: Huseynia Mosque أو Tat Mosque، بالبنغالية: হুসাইনিয়া মসজিদ):هو معلم تذكاري تاريخي ومعماري من القرن التاسع عشر، يقع في مدينة كنجه بأذربيجان.

## التاريخ
مسجد الحسينية: هو معلم تاريخي ومعماري بني في 1825 على نفقة ابنة الأمير الإيراني بهمن ميرزا (صبية خانم). وبسبب زيارة هذا المسجد من قبل المؤمنين والزوار من إيران أيضًا، بدأ السكان المحليون يسمونهمسجد تات. لكن حسب الكتاب الموجود فإن المسجد كان يسمى في الأصلالحسينية.
كما تناوله البروفيسور صادق شكروف في كتابه "المعالم التاريخية في كنجه"